# Відповідь на питання життя, Всесвіту і взагалі

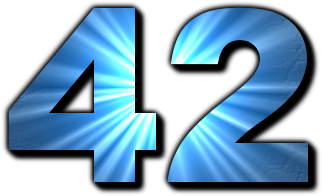
Відповідь на питання життя, Всесвіту і взагалі

Відповідь на питання життя, Всесвіту і взагалі — відповідь, яку хотіли знати суперінтелектуальні багатовимірні істоти у фантастичному всесвіті з циклу «Путівник Галактикою» Дугласа Адамса. Для цього вони збудували гігантський комп'ютер, який за розмірами ненабагато перевершував середнє місто і назвали його Глибокодумний (англ. Deep Thought). Для визначення відповіді йому знадобилося 7,5 млн років, а в результаті отримали число 42.
Дізнавшись результат, істоти були невдоволені, адже не могли зрозуміти його. Однак комп'ютер пояснив, що розрахунки тривали так довго тому, що він не знав запитання. Він сказав, що у правильно поставленому запитанні міститься половина відповіді і щоб знайти це «правильне» запитання, Глибокодумний допоможе цим істотам збудувати новий комп'ютер, а він вже й сформулює Одвічне Питання. І називався цей комп'ютер Земля, також у романі йдеться, що його часом плутають з планетою.

## 42
Число сорок два стало культовим і фанати намагалися розгадати в чому його секрет. Серед теорій пропонується представляти число у двійковій системі числення, як 101010, або 42 градуси — кут, що утворює світло при відбиванні від води. Фізики стверджують, що за 10−42 секунди світло долає відстань рівну діаметру протона.

## Остаточне питання
Наприкінці першого циклу радіопостановок телевізійного серіалу і книги «Ресторан на краю Всесвіту» Артура Дента остання людина разом з частиною комп'ютерної матриці залишила Землю-суперкомп'ютер перед її знищенням. Закрадається підозра, що ця людина носила у своєму мозку Питання або частину Питання і намагалася змусити свою підсвідомість видати Питання наступним чином: вона виймала випадковим чином з мішка фішки для гри у Скрабл з написаними на них буквами і викладала послідовно одну за одною. Зрештою нього вийшла фраза: «ЩО ВИЙДЕ, ЯКЩО ПОМНОЖИТИ ШІСТЬ НА ДЕВ'ЯТЬ?» («англ. WHAT DO YOU GET IF YOU MULTIPLY SIX BY NINE?»). Крім того, що шість на дев'ять дорівнює п'ятдесяти чотирьом, з набору фішок для скребблу неможливо скласти таку фразу, просто тому, що там усього дві букви «Y», а не чотири, як в отриманому реченні. Але фішки, які Артур використовував у книзі, він зробив сам по пам'яті, тому, можливо, його підсвідомість підказала йому, яких і скільки букв треба зробити.

## Походження
Пропонувалися різні варіанти пояснення цієї помилки. Причина може бути в тому, що Земля як мега-комп'ютер працювала неправильно через аварійну посадку голгафрінців, нащадки яких замінили корінне населення планети. Це, швидше за все, і призвело до помилки у обчисленнях і спричинило за собою хибне Питання, яке весь час було в Артура в голові.
Деякі читачі зауважили, що насправді арифметичний вираз 6 × 9 = 42 аніскільки не помилковий, якщо замінити загальноприйняту десяткову систему обчислення тринадцятковою. Дуглас Адамс згодом стверджував, що під час написання книги він і не підозрював про це і неодноразово відбувався стосовно цієї ідеї зі зміною обчислення жартом, кажучи: «ніхто не пише жартів про тринадцаткові системи […] Я, можливо, здався досить нудною особистістю, але я не використовую тринадцяткової системи у своїх жартах».
Пізніше, на запитання про число 42 Дуглас Адамс зізнався:

Відповідь дуже проста. Це жарт. Я шукав число, звичайне, маленьке і просто обрав це. Двійкові і тринадцяткові системи числення, тибетські монахи — це все дурниці. Я сидів за столом, дивився в сад і подумав «сорок два згодиться». І надрукував. Кінець історії.

## Цікаві факти
- Число 42 виявилося останнім з першої сотні натуральних чисел (не рівних 4 або 5 за модулем 9), для якого знайдено подання у вигляді суми трьох кубів цілих чисел. На це було витрачено 1,3 мільйона годин обчислень у глобальній обчислювальній мережі Charity Engine[2].

## У культурі
- Можливо, назва театру "42" є відсилкою до цього числа.